# Zamarovce
Zamarovce je naseljeno mjesto u okrugu Trenčín u  Trenčínskom kraju u Slovačkoj.

## Stanovništvo
| Godina:     | 1993. | 2003.    | 2013.    | 2023.    |
| ----------- | ----- | -------- | -------- | -------- |
| Broj ljudi: | 639   | 730      | 930      | 1178     |
| Razlika:    |       | +14,24 % | +27,39 % | +26,66 % |

| Godina:     | 2022. | 2023.   |
| ----------- | ----- | ------- |
| Broj ljudi: | 1181  | 1178    |
| Razlika:    |       | -0,25 % |

Prema podacima o broju stanovnika iz 2023. godine naselje je imalo 1178 stanovnika.

## Vanjske poveznice
|  | Zajednički poslužitelj ima još gradiva o temi Zamarovce |

- Službena stranica naselja (sl.)